# صدمه جداشدگی
در پزشکی، صدمهٔ جداشدگی (به انگلیسی: Avulsion injury)، آسیبی است که در آن سازهٔ بدن به شدت آسیب دیده و از حالت طبیعی خود خارج شده است. این امر می‌تواند در اثر جراحت یا جراحی رخ داده باشد. این اصطلاح بیشتر در مورد جراحت‌های ظاهری کاربرد دارد که در آن تمامی لایه‌های پوست از بین رفته و سازهٔ زیرین بدن نمایان می‌شود (یعنی بافت زیر جلدی، ماهیچه، تاندون‌ها، یا استخوان). این آسیب، شبیه به ساییدگی است اما از شدت بیشتری برخوردار است؛ بطوریکه در آن بخشی از بدن مانند یک پلک یا یک گوش می‌تواند به‌طور جزئی یا کامل از بدن جدا شده باشد.

## انواع جداشدگی‌ها
- پوست
- گوش
- پلک
- ناخن
- شبکه بازویی (پیچیدگی بازو)
- دندان
- پریوستئال
- بوسیلهٔ جراحی

## جدا شدن پوست
متداول‌ترین آسیب‌های جداشدگی، از ناحیهٔ پوست است که معمولاً در خلال حوادث وسایل نقلیهٔ موتوری رخ می‌دهد. دامنهٔ میزان شدت جداشدگی پوست، از خراشیدگی (جزئی) تا جداشدگی کامل پوست (متوسط) و قطع انگشت یا قطع عضو (حاد) متغیر است. آسیب‌های زیرجلدی، صدمه‌هایی هستند که موجب از بین رفتن پوست تا سطح بافت زیر جلدی می‌شود. با این وجود، آسیب‌های زیرجلدی، بسیار عمیق‌تر از آسیب‌های تا سطح زیر جلدی است. آسیب‌های جلدی پوست جزئی می‌تواند بوسیلهٔ بخیه ترمیم می‌شود، اما آسیب‌های شدیدتر به پیوند پوست یا جراحی احیای عضو نیاز خواهد داشت.

### سنگ‌نوردی
در سنگ‌نوردی، «مگس‌پر» آسیبی است که در آن بخشی از پوست، در اثر خراشیدگی، پوسته می‌شود. این آسیب به سبب نیروی وارد شده بوسیلهٔ انگشتان سنگ‌نوردی به حفره‌های صخره، در زمان سر خوردن از روی صخره ایجاد می‌شود.
به منظور ترمیم این آسیب و ایجاد توان ادامه مسیر، بسیاری از سنگ‌نوردان از بانداژهای ورزشی برای بستن بخش آسیب دیده و حساس شده استفاده می‌نمایند. برخی از صخره‌نوردان حتی از چسب مخصوص، برای پوشاندن پوست انگشتان خود استفاده می‌کنند.

## جدا شدن گوش
گوش عضوی مستعد آسیب جداشدگی است، زیرا در کنار سر قرار گرفته است. معمول‌ترین عوامل جدا شدن گوش عبارتند از گاز گرفتن بوسیلهٔ انسان، افتادن، حوادث وسایل نقلیهٔ موتوری، و گاز گرفتن سگ است. برخی از موارد جداشدگی گوش بوسیلهٔ بخیه یا ریزجراحی، بسته به شدت صدمه قابل ترمیم هستند.
ریزجراحی حتی قادر است گوشی را که به‌طور کامل جدا شده است را ترمیم نماید؛ اما میزان موفقیت در این جراحی به سبب نیاز به ترمیم سیاهرگ، پایین است. گوش همچنین بوسیلهٔ پیوند غضروف و پوست قابل ترمیم است. همچنین امکان استفاده از پروتز گوش خارجی ساخته شده بوسیلهٔ آناپلاستولوژیسک وجود دارد.

## جدا شدن پلک
جداشدن پلک از صدمه‌های نادر است، اما ممکن است در اثر سوانح وسایل نقلیهٔ موتوری، گاز گرفتن سگ، یا گاز گرفتن انسان ایجاد شود. جداشدگی پلک بوسیلهٔ بخیه، پس از انجام یک سی‌تی اسکن به منظور تعیین ماهیچه‌ها، عصب‌ها، و رگ‌های خونی آسیب‌دیده ترمیم می‌شود. اما در موارد شدید جداشدگی پلک، به بازسازی عضو خواهد بود. در این درمان، به سبب از بین رفتن عضو معمولاً انجام می‌شود و ممکن است به همراه جراحی‌های بعدی به منظور احیای ساختار و کارکرد عضو نیاز باشد. ریزجراحی درمان دیگری برای این نوع آسیب است؛ با این حال، به ندرت بکار گرفته می‌شود. در برخی موارد نیز، به تزریق سم بوتولینوم به داخل پلک به منظور بی‌حس کردن ماهیچه‌ها در زمان احیای پلک اقدام می‌شود.

## جدا شدن ناخن
آسیب‌دیدگی ناخن می‌تواند در اثر صدمه‌دیدن ناخن از ناحیهٔ ریشه ایجاد شود. بر خلاف سایر موارد جداشدگی، زمانی که ناخنی جدا می‌شود، معمولاً مورد پیوند مجدد قرار نمی‌گیرد. زمانی که ناخنی از بین می‌رود، سلول‌های بنیادی با سخت کردن سلول‌هایی از کراتین (پروتئین)، ناخن جدیدی را تولید می‌کنند. تا زمان ایجاد لایهٔ سخت، بستر ناخن بسیار حساس خواهد بود و معمولاً با پانسمان غیرچسبان مورد محافظت قرار می‌گیرد. در حالت معمول، به منظور رویش کامل یک ناخن به ۳ تا ۶ ماه زمان نیاز است؛ اما این دورهٔ زمانی برای ناخن‌های پا، ۱۲ تا ۱۸ ماه می‌باشد.

## جداشدگی شبکه بازویی
در جداشدگی‌های شبکه بازویی، شبکه بازویی (مجموعه‌ای از اعصاب که سیگنال‌ها را بین ستون فقرات و بازوها، شانه‌ها، و دست‌ها انتقال می‌دهد) اتصال خود را به طناب نخاعی از دست می‌دهد. یکی از علل معمول جداشدگی شبکه بازویی، چرخیدن شانه‌های نوزاد در کانال تولد در خلال وضع حمل است که کشیدگی و پاره شدن چرخش منجر می‌شود. این پدیده به فراوانی ۱–۲ مورد در هر ۱٬۰۰۰ تولد رخ می‌دهد. همچنین آسیب دیدن شانه در خلال حوادث وسایل نقلیهٔ موتوری از علل دیگر این نوع از جداشدگی است. جداشدگی اعصاب می‌تواند با درد و از بین رفتن توان بازوان، شانه‌ها، و دست‌ها همراه باشد. درد نوروپاتی می‌تواند با دارو برطرف شود، اما برای احیای توان بدن، به جراحی پیوند مجدد یا اهدای عصب نیاز خواهد بود. برای برطرف کردن دردهای شدید در این جداشدگی، روشی به نام جراحی داخل ستون فقرات می‌تواند مؤثر باشد.

## جداشدگی دندان
در جداشدگی دندان، دندان به‌طور کامل یا جزئی (برای مثال نمایان شدن مغز دندان) از حفرهٔ خود جدا می‌شود. در این مورد، دندان پزشک دندانی دیگر را می‌تواند جایگزین دندان جدا شده نماید. چنانچه دندان جدا شده، از نوع دندان‌های شیری باشد، جایگزین دندان لزومی ندارد، زیرا با رشد دندان‌های ثانویه، دندان از دست رفته جایگزین می‌شود. موارد جداشدگی کامل دندان نیز با انجام یک جراحی یک ساعته به‌طور کامل ترمیم می‌شود. با این وجود، با گذر زمان، احتمال احیای دندان جدا شده کاهش یافته، و در نهایت ممکن است به سبب تحلیل ریشه، جایگزینی دندان غیرممکن شود. به منظور به حداقل رساندن آسیب به ریشهٔ دندان، دندان باید در شیر یا سرم نرمال سالین استریل و در خارج از دهان نگهداری شود.

## جداشدگی پریوستئال
در خلال جداشدگی پریوستئال، برون‌است (لایه‌ای از الیاف که استخوان را می‌پوشاند) از سطح استخوان جدا می‌شود. نمونه‌ای از جداشدگی پریوستئال جداشدگی آستین پریوستئال لابرال قدامی است.

## جداشدگی جراحی
یک جداشدگی ممکن است در اثر جراحی و با هدف برطرف کردن یک بیماری یا شرایط مزمن صورت گیرد. برای مثال ممکن با استفاده از ایجاد شکافی کوچک (که آمبولیتوری فلبکتومی خوانده می‌شود) به منظور خارج کردن واریس از پاها در بیماری‌هایی از قبیل نارسایی مزمن وریدی استفاده شود. در جداکردن ناخن بوسیلهٔ جراحی، تمام یا قسمتی از ناخن فرورفته برداشته می‌شود. برداشتن عصب چهره‌ای هم برای درمان کشیدگی‌هایی از قبیل انقباضات پلک‌ها استفاده شود. با این حال، جراحی‌های دیگری نیز به منظور احیای توانایی و تزریق سم بوتولینوم می‌توانند اثربخش تر از برداشتن عضو باشند؛ اما از پیچیدگی بیشتری برخوردارند.